# 長城護軍
長城護軍，十六国时期官名。
西秦更始二年（410年），西秦夺得后秦南安郡（今甘肃省陇西县东南渭水东岸），在境内设置長城護軍。永弘三年（430年），南安郡羌人叛西秦，推举安南将军、广宁太守焦遗为首领，于是劫持焦遗族子長城護軍焦亮为首领，攻打南安。永弘四年（431年），北魏夺得長城護軍，将其废除。